# A Coward
A Coward è un cortometraggio muto del 1909 diretto da Edwin S. Porter. Fu la terza trasposizione cinematografica tratta da un'opera di Guy de Maupassant.

## Produzione
Il film fu prodotto dall'Edison Manufacturing Company.

## Distribuzione
Il copyright, richiesto dalla Edison Mfg. Co., fu registrato il 10 agosto con il numero J130719-J130722.
Distribuito dall'Edison Manufacturing Company, il film uscì nelle sale cinematografiche statunitensi lo stesso giorno della registrazione del copyright.
Nelle proiezioni, il film - un cortometraggio di 242 metri - veniva programmato con il sistema dello split reel, accorpato in un'unica bobina con un altro cortometraggio, Apprentice Boys at Newport Naval Training Station.